# Nonyma mediofusca
Nonyma mediofusca là một loài bọ cánh cứng trong họ Cerambycidae.